# Vuelta a Alemania
La Vuelta a Alemania (en alemán Deutschland Tour) es la carrera ciclista por etapas más importante de Alemania fundada en 1911. Estaba inscrita en el programa del UCI ProTour desde 2005. A partir de 2009 no se disputó según los organizadores por los casos de dopaje en el ciclismo. Tras 9 años de ausencia, en 2018 volvió a disputarse formando parte del UCI Europe Tour en categoría 2.1.

## Palmarés
| Año                                                                              | Ganador                   | Segundo                | Tercero                    |           |
| -------------------------------------------------------------------------------- | ------------------------- | ---------------------- | -------------------------- | --------- |
| Quer durch Deutschland                                                           |                           |                        |                            |           |
| 1911                                                                             | Hans Ludwig               | Adolf Huschke          | Hans Hartmann              |           |
| 1912-1921 ediciones no realizadas Großer Preis von Deutschland                   |                           |                        |                            |           |
| 1922                                                                             | Adolf Huschke             | Paul Kohl              | Wilhelm Siewert            |           |
| 1923-1926 ediciones no realizadas Großer Opelpreis von Deutschland               |                           |                        |                            |           |
| 1927                                                                             | Rudolf Wolke              | Eric Reim              | Richard Rosch              |           |
| 1928-1929 ediciones no realizadas Deutschlandrundfahrt                           |                           |                        |                            |           |
| 1930                                                                             | Hermann Buse              | Kurt Stöpel            | Oskar Tietz                |           |
| Internationale Deutschland-Rundfahrt                                             |                           |                        |                            |           |
| 1931                                                                             | Erich Metze               | Oskar Thierbach        | Nicolas Frantz             |           |
| 1932-1936 ediciones no realizadas Internationale Deutschland-Rundfahrt           |                           |                        |                            |           |
| 1937                                                                             | Otto Weckerling           | Ludwig Geyer           | Fritz Diederichs           |           |
| 1938                                                                             | Hermann Schild            | Frans Bonduel          | Otto Weckerling            |           |
| Großdeutschlandfahrt                                                             |                           |                        |                            |           |
| 1939                                                                             | Georg Umbenhauer          | Robert Zimmermann      | Fritz Scheller             |           |
| 1940-1946 ediciones no realizadas Grünes Band vom Rhein                          |                           |                        |                            |           |
| 1947                                                                             | Erich Bautz               | Fritz Diederichs       | Richard Voigt              |           |
| Grünes Band der IRA                                                              |                           |                        |                            |           |
| 1948                                                                             | Philipp Hilbert           | Erich Bautz            | Fritz Scheller             |           |
| 1949                                                                             | Harry Saager              | Erich Bautz            | Reinhold Steinhilb         |           |
| Deutschland-Rundfahrt                                                            |                           |                        |                            |           |
| 1950                                                                             | Roger Ghyselinck          | Matthias Pfannenmüller | Otto Schenk                |           |
| 1951                                                                             | Guido de Santi            | Fritz Schär            | Raymond Impanis            |           |
| 1952                                                                             | Isidoor de Rijck          | Marcel De Mulder       | Raymond Impanis            |           |
| 1953-1954 ediciones no realizadas                                                |                           |                        |                            |           |
| 1955                                                                             | Rudi Theissen             | Franz Reitz            | Hans Jünkermann            |           |
| 1956-1959 ediciones no realizadas Internationale Afri-Cola-Deutschland-Rundfahrt |                           |                        |                            |           |
| 1960                                                                             | Albertus Geldermans       | Jef Planckaert         | Klaus Bugdahl              |           |
| 1961                                                                             | Friedhelm Fischerkeller   | Hans Jünkermann        | Piet Rentmeester           |           |
| 1962                                                                             | Peter Post                | Lode Troonbeeckx       | Roger Baens                |           |
| 1963-1978 ediciones no realizadas Internationale Vitamalz-Rundfahrt              |                           |                        |                            |           |
| 1979                                                                             | Dietrich Thurau           | Aad van den Hoek       | Francesco Moser            |           |
| 1980                                                                             | Gregor Braun              | Tommy Prim             | Marino Lejarreta           |           |
| 1981                                                                             | Silvano Contini           | Theo de Rooij          | Tommy Prim                 |           |
| 1982                                                                             | Theo de Rooij             | Paul Haghedooren       | Ludo Peeters               |           |
| 1983-1998 ediciones no realizadas Deutschland Tour                               |                           |                        |                            |           |
| 1999                                                                             | Jens Heppner              | Andreas Kappes         | Christian Wegmann          |           |
| 2000                                                                             | David Plaza               | Andreas Klöden         | Udo Bölts                  |           |
| 2001                                                                             | Alekszandr Vinokurov      | Aitor Garmendia        | Rolf Aldag                 |           |
| 2002                                                                             | Igor González de Galdeano | Aitor Garmendia        | Tobias Steinhauser         |           |
| 2003                                                                             | Michael Rogers            | José Azevedo           | Alekszandr Vinokurov       |           |
| 2004                                                                             | Patrick Sinkewitz         | Jens Voigt             | Jan Hruška                 |           |
| 2005                                                                             | Levi Leipheimer           | Jan Ullrich            | Georg Totschnig            |           |
| 2006                                                                             | Jens Voigt                | Levi Leipheimer        | Andréi Kashechkin          |           |
| 2007                                                                             | Jens Voigt                | Levi Leipheimer        | David López García         |           |
| 2008                                                                             | Linus Gerdemann           | Thomas Lövkvist        | Janez Brajkovič            |           |
| 2009-2017 ediciones no realizadas                                                |                           |                        |                            |           |
| 2018                                                                             | Matej Mohorič             | Nils Politt            | Maximilian Schachmann      |           |
| 2019                                                                             | Jasper Stuyven            | Sonny Colbrelli        | Yves Lampaert              |           |
| 2020                                                                             | cancelada                 | cancelada              | cancelada                  | cancelada |
| 2021                                                                             | Nils Politt               | Pascal Ackermann       | Alexander Kristoff         |           |
| 2022                                                                             | Adam Yates                | Pello Bilbao           | Ruben Guerreiro            |           |
| 2023                                                                             | Ilan Van Wilder           | Felix Großschartner    | Danny van Poppel           |           |
| 2024                                                                             | Mads Pedersen             | Danny van Poppel       | Tobias Halland Johannessen |           |
| 2025                                                                             |                           |                        |                            |           |
| 2026                                                                             |                           |                        |                            |           |

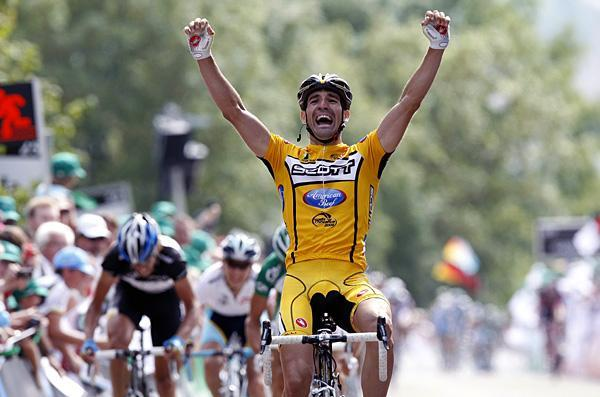
David de la Fuente ganando en la una etapa de la Vuelta a Alemania de 2008.

Nota: En la edición 2005 Levi Leipheimer fue inicialmente el ganador, pero debido a la sanción impuesta en el año 2012 por prácticas dopantes relacionadas con el caso del ciclista Lance Armstrong, los resultados obtenidos por Leipheimer entre el 1 de enero de 1999 al 30 de julio de 2006 y entre el 7 de julio de 2007 al 27 de julio de 2007 le fueron anulados.

## Palmarés por países
| País         | Victorias | Último vencedor                   |
| ------------ | --------- | --------------------------------- |
| Alemania     | 21        | Nils Politt en 2021               |
| Bélgica      | 4         | Ilan Van Wilder en 2023           |
| Países Bajos | 3         | Theo de Rooij en 1982             |
| Italia       | 2         | Silvano Contini en 1981           |
| España       | 2         | Igor González de Galdeano en 2002 |
| Kazajistán   | 1         | Aleksandr Vinokúrov en 2001       |
| Australia    | 1         | Michael Rogers en 2003            |
| Eslovenia    | 1         | Matej Mohorič en 2018             |
| Reino Unido  | 1         | Adam Yates en 2022                |
| Dinamarca    | 1         | Mads Pedersen en 2024             |